# Jersey Boys (comédie musicale)
Pour les articles homonymes, voir Jersey Boys.
Jersey Boys est une comédie musicale juke-box créée en 2005 avec des musiques de Bob Gaudio, des paroles de Bob Crewe et un livret de Marshall Brickman et Rick Elice. Présenté sous le format d'un documentaire, l'histoire met en scène la formation, le succès et la dissolution d'un groupe de rock'n'roll des années 1960, The Four Seasons. La comédie musicale est structurée en quatre "saisons", chacune racontée par un membre différent du groupe qui donne son point de vue sur son histoire et sa musique. Les chansons comprennent " Big Girls Don't Cry ", " Sherry", "Décembre 1963 (Oh, What A Night)", "My Eyes Adored You", "Stay", "Can't Take My Eyes Off You", "Who Loves You", "Working My Way Back to You" et "Rag Doll", entre autres.
La comédie musicale a été jouée à Broadway de 2005 à 2017 et a été produite en deux tournées nationales en Amérique du Nord et en deux tournées nationales au Royaume-Uni et en Irlande. Le spectacle a été présenté dans le West End de Londres, à Las Vegas, à Chicago, à Toronto, à Melbourne et dans d'autres villes australiennes, à Singapour, en Afrique du Sud, aux Pays-Bas, au Japon, à Dubaï et en Chine. Jersey Boys a remporté quatre Tony Awards en 2006, dont celui de la meilleure musique, et le prix Laurence Olivier de la meilleure musique en 2009.
En 2014, la comédie musicale a été adaptée au cinéma par Clint Eastwood dans le film Jersey Boys.

## Développement
Au début des années 2000, Bob Gaudio, membre originel du groupe The Four Seasons, a cherché à faire une comédie musicale à partir de la discographie du groupe. Il a embauché les auteurs Rick Elice et Marshall Brickman, ainsi que le réalisateur Des McAnuff (sur la suggestion de Michael David de Dodger Theatricals). Brickman a suggéré de créer un spectacle sur l'histoire du groupe, au lieu de réaffecter leurs chansons à une histoire indépendante, comme ABBA l'avait fait avec Mamma Mia !.
L'histoire du groupe était peu connue du public avant la première de la comédie musicale, car les magazines de l'époque n'en parlaient pas beaucoup,. Dans leurs recherches, Brickman et Elice ont été surpris de constater que les membres avaient des antécédents pénitentiaires, ce qui aurait pu empêcher leur musique d'être jouée si elle avait été rendue publique alors qu'ils étaient actifs. Selon Gaudio, "À l'époque, les choses étaient un peu pures, n'oubliez pas, alors l'idée que notre histoire sortait était horrible pour nous."
Brickman et Elice ont également utilisé des éléments d'interviews avec Gaudio, Frankie Valli et Tommy DeVito, membres survivants de The Four Seasons. Bien que les Four Seasons aient fait la une de quelques journaux, ils n'ont pas eu beaucoup d'articles de presse en raison de l'attention portée à d'autres groupes de l'époque tels que les Beatles. Brickman a noté que chaque membre avait son propre point de vue sur ce qui s'était passé. Sur les trois, ils ont abordé DeVito en dernier, qui leur a dit: "N'écoutez pas ces gars-là. Je vous raconterai ce qui s'est réellement passé." Elice a déclaré que l'obtention de la version de DeVito était un "moment clé" et que la contradiction dans leurs histoires avait fini par être incorporée dans la comédie musicale pour un effet Rashōmon,. Les auteurs ont également été contactés par des membres de la famille du regretté chef de la mafia, Gyp DeCarlo, pour s'assurer qu'il serait décrit avec respect,,.

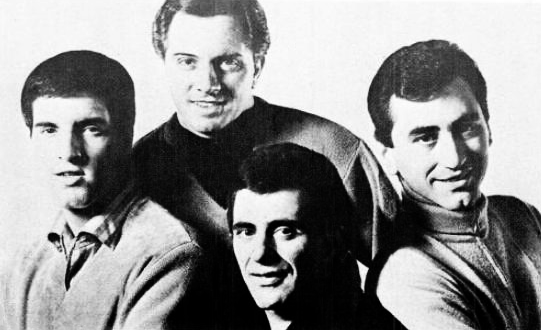
The Four Seasons en 1966

Bien que Gaudio ait fait partie de l'équipe de développement initiale, il n'a pas été impliqué dans le processus de création lors des essais et n'a rencontré le casting que lorsque le spectacle fut présenté en première. Gaudio, Valli et DeVito avaient décidé de s'éloigner du processus de création de la série parce qu'ils manquaient d'objectivité et ils ont laissé à Brickman, Elice et McAnuff le soin de présenter l'histoire sur scène. Cependant, Gaudio et Valli avaient toujours le dernier mot sur l'opportunité de mettre fin au spectacle s'ils ne l'aimaient pas.

## Productions
Jersey Boys a eu sa première au La Jolla Playhouse à l'Université de Californie à San Diego le 5 octobre 2004 et a continué jusqu'au 16 janvier 2005. Christian Hoff, David Norona, Daniel Reichard et J. Robert Spencer jouaient le rôle des Four Seasons. À la fin de l'essai, Norona, à l'origine du rôle de Frankie Valli, a été remplacée par John Lloyd Young, qui avait initialement auditionné pour le rôle de Tommy DeVito.
La comédie musicale a débuté à Broadway le 4 octobre 2005 et a officiellement ouvert ses portes le 6 novembre 2005 au August Wilson Theatre. John Lloyd Young dans le rôle de Frankie Valli, Christian Hoff dans celui de Tommy DeVito, Daniel Reichard dans celui de Bob Gaudio et J. Robert Spencer dans celui de Nick Massi. La comédie musicale est dirigée par Des McAnuff, alors directeur artistique de La Jolla Playhouse, avec une chorégraphie de Sergio Trujillo. La production de Broadway avait 38 avant-premières. Il a atteint sa 4093e performance le 22 septembre 2015, ce qui en fait le 12e spectacle le plus ancien à Broadway. Les remplacements du casting original incluent Andy Karl et Richard H. Blake dans le rôle de Tommy DeVito, Sebastian Arcelus dans le rôle de Bob Gaudio et Ryan Molloy, qui est à l'origine du rôle dans la production du West End, dans le rôle de Frankie Valli. La production de Broadway a fermé le 15 janvier 2017 après 4 642 représentations, avec Mark Ballas comme pour le personnage de Frankie Valli,.
La première tournée nationale de la comédie musicale aux États-Unis a débuté le 10 décembre 2006 au Curran Theatre de San Francisco et a été joué dans 38 villes. Les Jersey Boys ont joué au Forrest Theatre à Philadelphie, où ils ont battu le record du box-office à huit reprises avant de revenir à Boston.

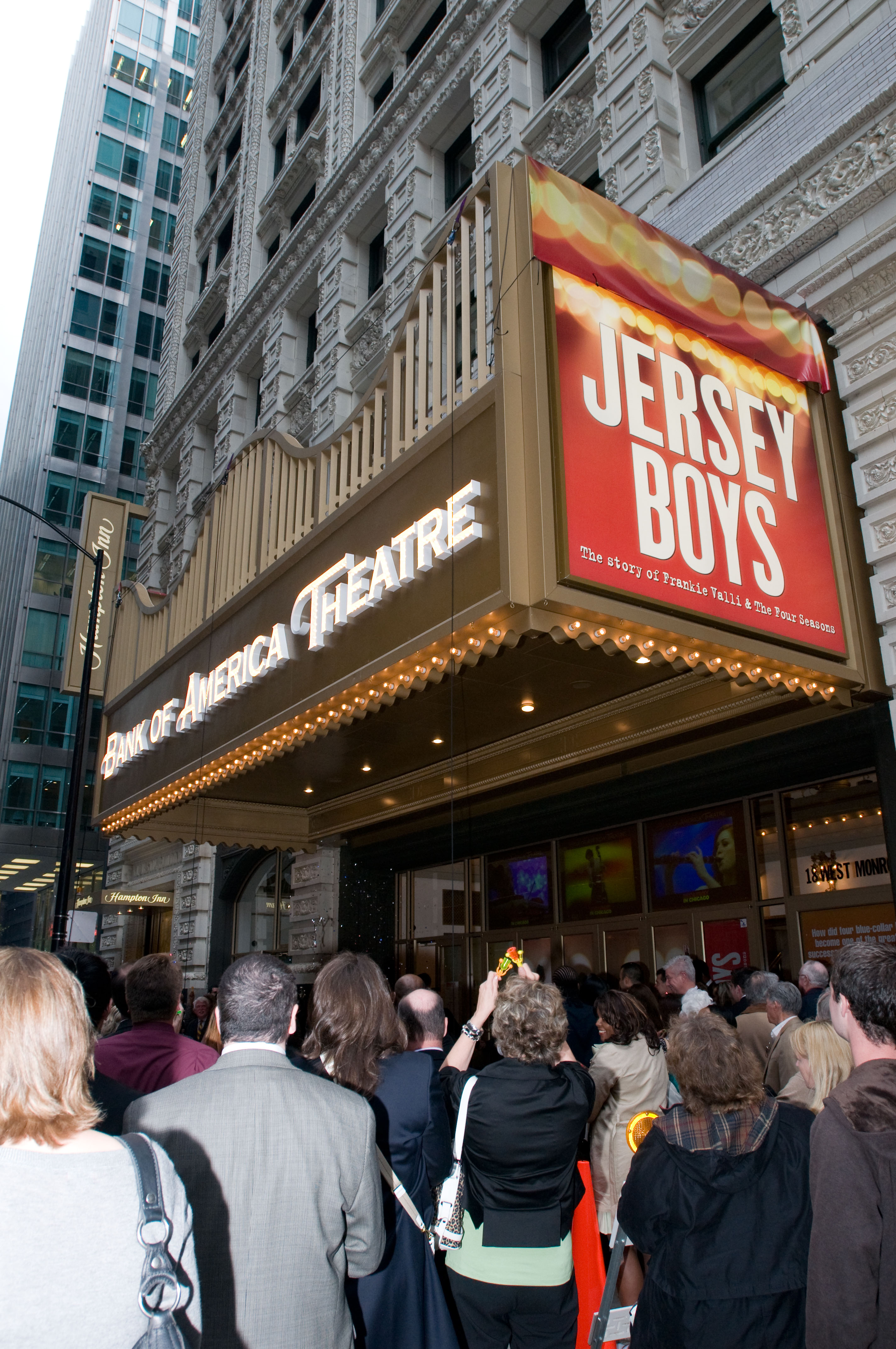
À l'affiche du Bank of America Theatre en 2008.

En mai 2007, alors que la première tournée nationale était en cours, une deuxième production a fait ses débuts au Curran Theatre et a pris fin au Bank of America Theatre, à Chicago, le 5 octobre 2007. La distribution de Chicago est apparue sur la scène des Emmy Awards 2007 en hommage à la série Les Soprano diffusée sur HBO. Une reprise du spectacle pour les fêtes a eu lieu au Curran Theatre du 20 novembre au 30 décembre 2007, avec Rick Faugno dans le rôle de Frankie Valli, Andrew Rannells dans le rôle de Bob Gaudio, Bryan McElroy dans le rôle de Tommy DeVito et Jeff Leibow dans le rôle de Nick Massi. La majorité de ce casting est devenu le casting original de Las Vegas, qui a fait ses débuts à l'hôtel-casino The Palazzo le dimanche 3 mai 2008. Le spectacle a fermé temporairement le 1er janvier 2012 et rouvert le 6 mars 2012 dans le complexe Paris Las Vegas,. Le 7 juin 2016, il a été annoncé que Jersey Boys mettrait fin à son spectacle à Las Vegas le 18 septembre 2016.

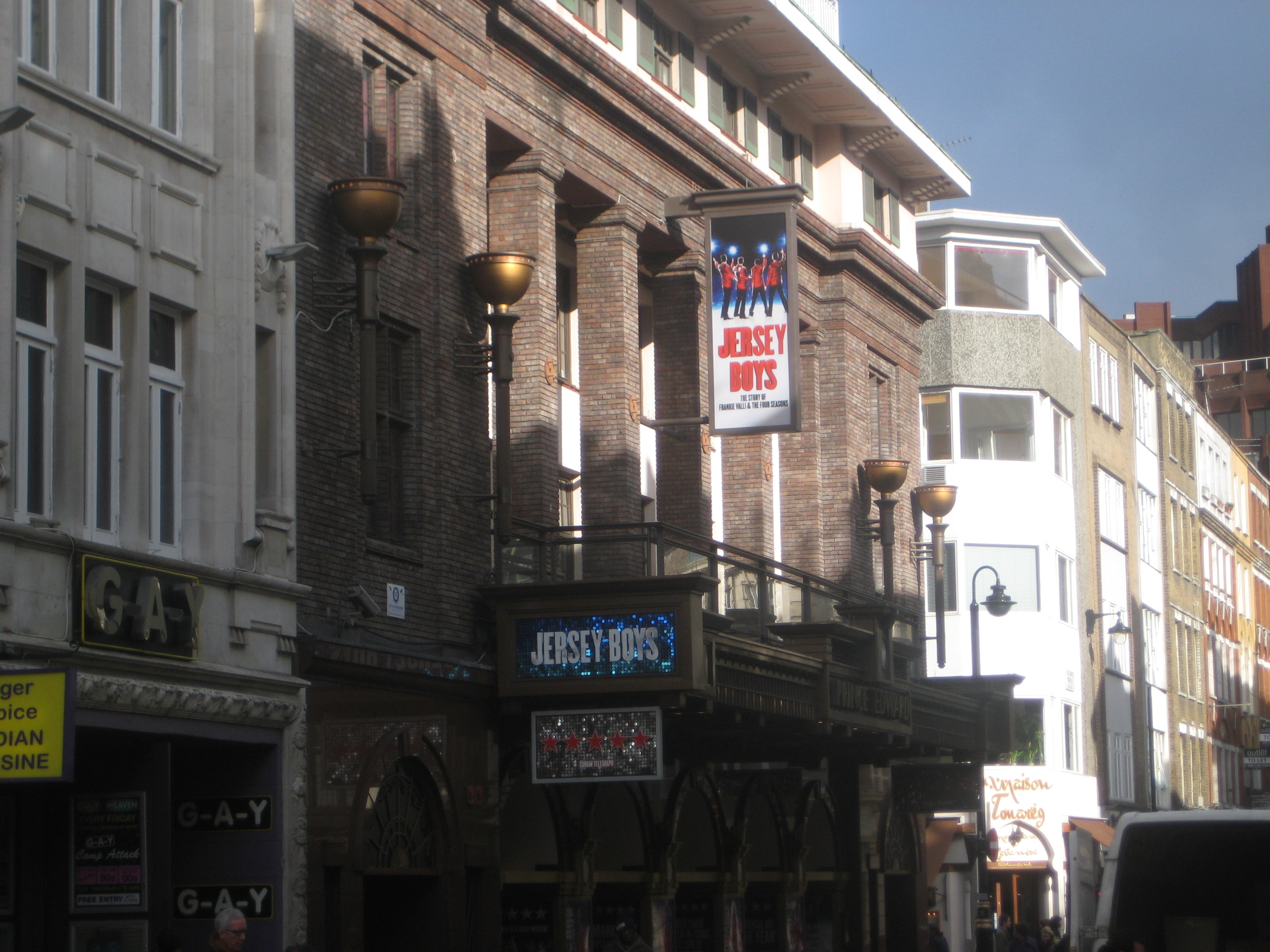
Le spectacle au Prince Edward Theatre de Londres en 2010.

La comédie musicale a fait ses débuts au West End au Prince Edward Theatre à Londres en février 2008. L'équipe de création était la même que pour la production de Broadway. Les acteurs principaux étaient Ryan Molloy (Frankie Valli), Stephen Ashfield (Bob Gaudio), Glenn Carter (Tommy DeVito), Philip Bulcock (Nick Massi), Stuart Milligan (DeCarlo) et Tom Lorcan (Donnie / Knuckles). La production a remporté le Laurence Olivier Award de la meilleure nouvelle comédie musicale. Molloy a joué le rôle principal pendant six ans, faisant de lui la star la plus ancienne dans une comédie musicale du West End. La production a été présentée au Piccadilly Theatre le 15 mars 2014,. Le 28 septembre 2016, il a été annoncé que la production du West End serait fermée après neuf ans le 26 mars 2017.
La production australienne a été présentée au Princess Theatre à Melbourne le 4 juillet 2009. Les membres principaux de la distribution étaient Bobby Fox (Frankie Valli), Stephen Mahy (Bob Gaudio), Scott Johnson (Tommy DeVito) et Glaston Toft (Nick Massi). La production de Melbourne a fermé le 25 juillet 2010 et la production de Sydney a débuté en septembre 2010. La production de Sydney a fermé le 18 décembre 2011. Jersey Boys a ensuite ouvert ses portes à Auckland en avril 2012 avec la nouvelle distribution en tournée. Jeff Madden a joué le rôle de Frankie Valli, Declan Egan (Bob), Ant Harkin (Tommy) et Glaston Toft (Nick). Après la Nouvelle-Zélande, la même distribution est ensuite rentrée en Australie pour une tournée nationale. Le spectacle a été joué jusqu'au 30 juin 2013.
En raison du succès de sa longue tournée nationale au Centre des arts de Toronto, à l'automne 2008, une production de Toronto a été créée le 12 décembre 2008 avec une nouvelle distribution, principalement canadienne, comprenant Jeremy Kushnier et Jenny Lee Stern de la première tournée nationale. Cette production s'est terminée le 22 août 2010.
Une tournée internationale avec une distribution entièrement sud-africaine a eu lieu à Singapour au complexe Marina Bay Sands du 23 novembre 2012 au 27 janvier 2013. La production a ensuite été présentée à Johannesburg, en Afrique du Sud, au Teatro at Montecasino le 3 avril 2013 et à Artscape Cape Town le 19 juin 2013. Cette compagnie s'est également produite au Zorlu Center PSM, au Performing Arts Center d'Istanbul, en Turquie, du 13 au 24 novembre 2013 et en Corée du Sud du 17 janvier au 23 mars 2014. La même production a interprété une version adaptée sans blasphèmes à Istana Budaya, Malaisie, du 15 au 27 avril 2014. Cette distribution comprend Grant Almiral dans le rôle de Frankie Valli, Daniel Buys dans le rôle de Tommy DeVito, Kenneth Meyer dans le rôle de Bob Gaudio et Emmanuel Castis dans le rôle de Nick Massi.
Une production néerlandaise, produite par Stage Entertainment a été présentée au Beatrix Theatre à Utrecht le 22 septembre 2013. Cette production présente les chansons interprétées en anglais et le dialogue interprété en néerlandais. Il s'agit de la première fois que le spectacle est présenté avec une variation de langue. Le casting comprend Tim Driesen (Frankie Valli), René van Kooten (Tommy DeVito), Dieter Spileers (Bob Gaudio) et Robbert van den Bergh (Nick Massi).
Une tournée nationale au Royaume-Uni a été lancée à l'automne 2014, au Palace Theatre, à Manchester, où elle s'est déroulée du 4 septembre au 4 octobre. Cette production a la même équipe créative que les productions Broadway et West End. Le casting comprend Tim Driesen reprenant son rôle de la production néerlandaise (Frankie Valli), avec Stephen Webb (Tommy DeVito), Sam Ferriday (Bob Gaudio) et Lewis Griffiths (Nick Massi). Une deuxième tournée nationale a débuté en décembre 2017 au New Alexandra Theatre de Birmingham.
À la fin de 2014, une tournée aux États-Unis s'est produite dans un certain nombre de villes américaines, y compris Denver en décembre. Une tournée dans 19 villes des États-Unis a eu lieu de mars 2016 à mars 2017. Une production japonaise, dirigée par Shuntarō Fujita, a été présentée au Theatre Crea de Tokyo le 1er juillet 2016. Le casting comprend Akinori Nakagawa dans le rôle de Frankie Valli.
Une tournée internationale de Jersey Boys a débuté à l'opéra de Dubaï en octobre 2017. Cette production a ensuite entamé une tournée en Chine de novembre 2017 à janvier 2018. Les deux étapes de cette tournée ont été interprétées par Luke Street / Jonathan Vickers (alternant le rôle de Frankie Valli), Andrew Bryant (Tommy Devito), Matt Blaker (Bob Gaudio) et Nick Martland (Nick Massi).
Quelques mois seulement après la clôture sur Broadway, il a été annoncé que la comédie musicale rouvrirait Off-Broadway, en suivant l'exemple de spectacles tels que Avenue Q. Il a ouvert ses portes le 22 novembre 2017 aux New World Stages,. La production a le même scénario et la même partition que la production de Broadway, mais quatre membres de la distribution en moins, un théâtre plus petit et des prix de billets plus bas. Les producteurs des Jersey Boys d'Off Broadway sont Dodger Theatricals, qui a également géré les productions Broadway et en tournée du spectacle.
Une tournée australienne a eu lieu à Sydney, Melbourne et Brisbane entre 2018 et 2019. Bernard Angel (Frankie Vallie), Cameron MacDonald (Tommy DeVito), Thomas McGuane (Bob Gaudio) et Glaston Toft (Nick Massi) ont été annoncés. Cependant, en raison de circonstances personnelles imprévues, Angel s'est retiré de la série et a été remplacé par le suppléant, Ryan Gonzalez, avec Daniel Raso comme nouveau suppléant de Frankie.

## Numéros musicaux
| Act I - Ces soirées-là (Oh What a Night) - Paris, 2000 – Yannick et le groupe - Silhouettes – Tommy DeVito, Nick Massi, Nick DeVito et Frankie Valli - You're the Apple of My Eye (Tu es la prunelle de mon œil) – Tommy DeVito, Nick Massi et Nick DeVito - I Can't Give You Anything but Love (Je ne peux rien te donner d'autre que de l'amour) – Frankie Valli - Earth Angel (L'ange terrestre) – Tommy DeVito et la Troupe - A Sunday Kind of Love (Une sorte d'amour du dimanche) – Frankie Valli, Tommy DeVito, Nick Massi et Nick's Date - My Mother's Eyes (Les yeux de ma mère) – Frankie Valli - I Go Ape (Je vais singe) – The Four Lovers - (Who Wears) Short Shorts (Qui porte des shorts courts) – The Royal Teens - I'm in the Mood for Love / Moody's Mood for Love (Je suis d'humeur amoureuse/L'humeur de Moody pour l'amour) – Frankie Valli - Cry for Me (Pleure pour moi) – Bob Gaudio, Frankie Valli, Tommy DeVito et Nick Massi - An Angel Cried (Un ange pleura) – Hal Miller et The Rays - I Still Care (Je m'en soucie encore) – Miss Frankie Nolan et The Romans - Trance (Transe) – Billy Dixon et The Topix - Sherry – The Four Seasons - Big Girls Don't Cry (Les grandes filles ne pleurent pas) – The Four Seasons - Walk Like a Man (Marche comme un homme) – The Four Seasons - December, 1963 (Oh, What a Night) (Décembre 1963 (Oh, quelle soirée)) – Bob Gaudio et le troupe - My Boyfriend's Back (Le dos de mon copain) – The Angels - My Eyes Adored You (Mes yeux t'adoraient) – Frankie Valli, Mary Delgado et The Four Seasons - Dawn (Go Away) (Dawn (Partez)) – The Four Seasons - Walk Like a Man (Marche comme un homme reprise) – La Troupe | Act II - Big Man in Town (Grand homme en ville) – The Four Seasons - Beggin' (Je t'en supplie) – The Four Seasons - Stay (Rester) – Bob Gaudio, Frankie Valli et Nick Massi - Let's Hang On! (To What We've Got) (Accrochons-nous ! (À ce que nous avons)) – Bob Gaudio et Frankie Valli - Opus 17 (Don't You Worry 'bout Me) (Opus 17 (Ne t'inquiète pas pour moi)) – Bob Gaudio, Frankie Valli et The New Seasons - Bye Bye Baby (Adieu bébé) – Frankie Valli et The Four Seasons - C'mon Marianne (Allez Marianne) – Frankie Valli et The Four Seasons - Can't Take My Eyes Off You (Je ne peux pas te quitter des yeux) – Frankie Valli - Working My Way Back to You (Je reviens vers toi) – Frankie Valli et The Four Seasons - Fallen Angel (L'ange déchu) – Frankie Valli - Rag Doll (Poupée de chiffon) – The Four Seasons - Who Loves You (Qui t'aime) – The Four Seasons et la troupe - December, 1963 (Oh, What a Night) (Décembre 1963 (Oh, quelle soirée) reprise) - The Four Seasons et la troupe |

## Récompenses

### Production originale de Broadway
| Année | Cérémonie        | Catégorie                                         | Nomination                      | Résultat   |
| ----- | ---------------- | ------------------------------------------------- | ------------------------------- | ---------- |
| 2006  | Tony Award       | Best Musical                                      | Best Musical                    | Lauréat    |
| 2006  | Tony Award       | Best Book of a Musical                            | Rick Elice et Marshall Brickman | Nomination |
| 2006  | Tony Award       | Best Performance by a Leading Actor in a Musical  | John Lloyd Young                | Lauréat    |
| 2006  | Tony Award       | Best Performance by a Featured Actor in a Musical | Christian Hoff                  | Lauréat    |
| 2006  | Tony Award       | Best Direction of a Musical                       | Des McAnuff                     | Nomination |
| 2006  | Tony Award       | Best Orchestrations                               | Steve Orich                     | Nomination |
| 2006  | Tony Award       | Best Scenic Design of a Musical                   | Klara Zieglerova                | Nomination |
| 2006  | Tony Award       | Best Lighting Design of a Musical                 | Howell Binkley                  | Lauréat    |
| 2006  | Drama Desk Award | Outstanding Musical                               | Outstanding Musical             | Nomination |
| 2006  | Drama Desk Award | Outstanding Book of a Musical                     | Rick Elice et Marshall Brickman | Nomination |
| 2006  | Drama Desk Award | Outstanding Actor in a Musical                    | John Lloyd Young                | Lauréat    |
| 2006  | Drama Desk Award | Outstanding Featured Actor in a Musical           | Christian Hoff                  | Nomination |
| 2006  | Drama Desk Award | Outstanding Featured Actor in a Musical           | Daniel Reichard                 | Nomination |
| 2006  | Drama Desk Award | Outstanding Choreography                          | Sergio Trujillo                 | Nomination |
| 2006  | Drama Desk Award | Outstanding Director of a Musical                 | Des McAnuff                     | Nomination |
| 2006  | Drama Desk Award | Outstanding Sound Design                          | Steve Canyon Kennedy            | Lauréat    |
| 2007  | Grammy Award     | Best Musical Show Album                           | Best Musical Show Album         | Lauréat    |

### Production originale de Londres
| Année | Cérémonie              | Catégorie                  | Nomination           | Résultat   |
| ----- | ---------------------- | -------------------------- | -------------------- | ---------- |
| 2008  | Laurence Olivier Award | Best New Musical           | Best New Musical     | Lauréat    |
| 2008  | Laurence Olivier Award | Best Actor in a Musical    | Ryan Molloy          | Nomination |
| 2008  | Laurence Olivier Award | Best Theatre Choreographer | Sergio Trujillo      | Nomination |
| 2008  | Laurence Olivier Award | Best Director              | Des McAnuff          | Nomination |
| 2008  | Laurence Olivier Award | Best Sound Design          | Steve Canyon Kennedy | Nomination |